# Tilletia microtuberculata
Tilletia microtuberculata är en svampart som beskrevs av Vánky 2004. Tilletia microtuberculata ingår i släktet Tilletia och familjen Tilletiaceae.   Inga underarter finns listade i Catalogue of Life.